# میوه

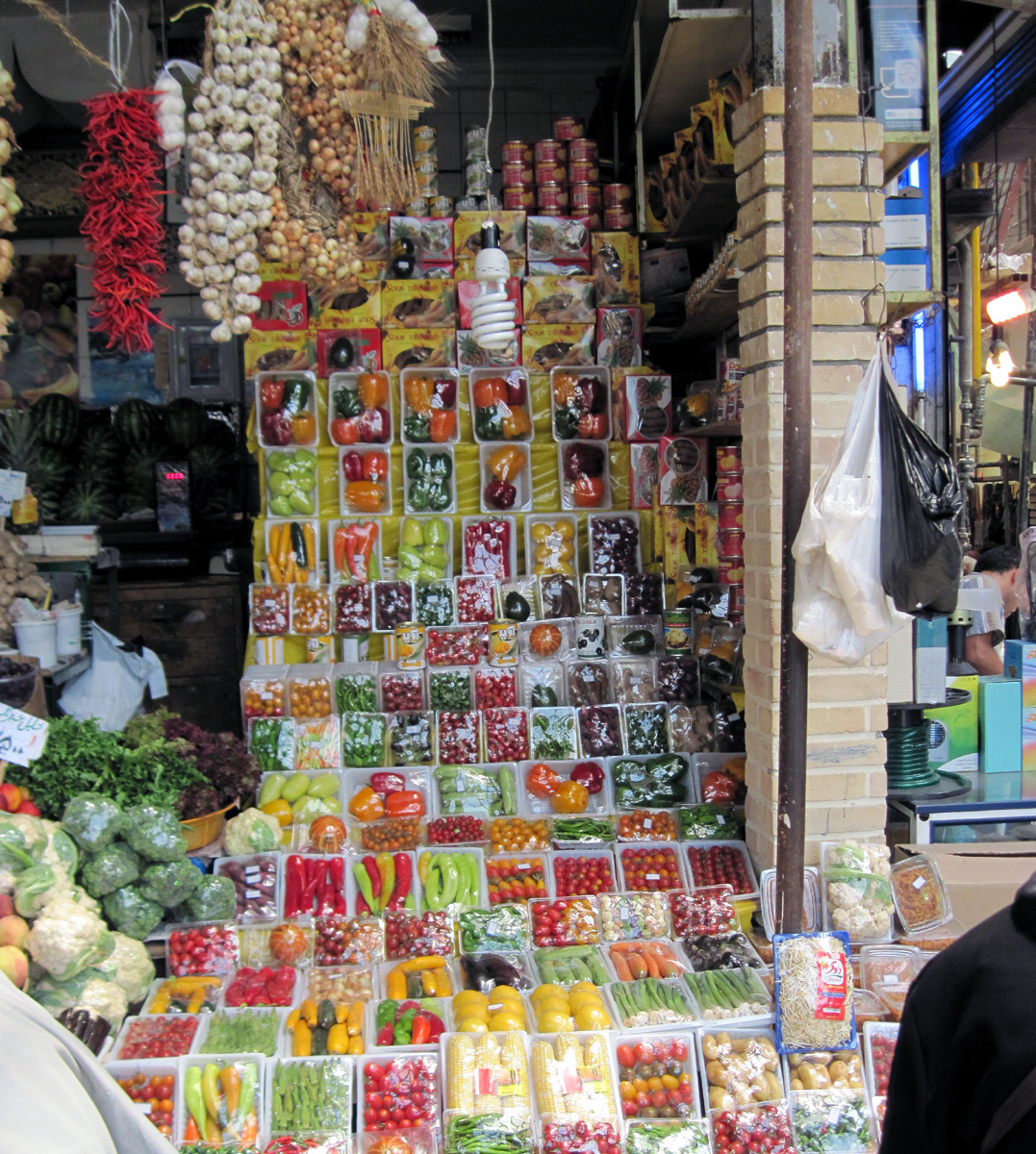
میوه فروشی در ورودی غربی بازار تجریش

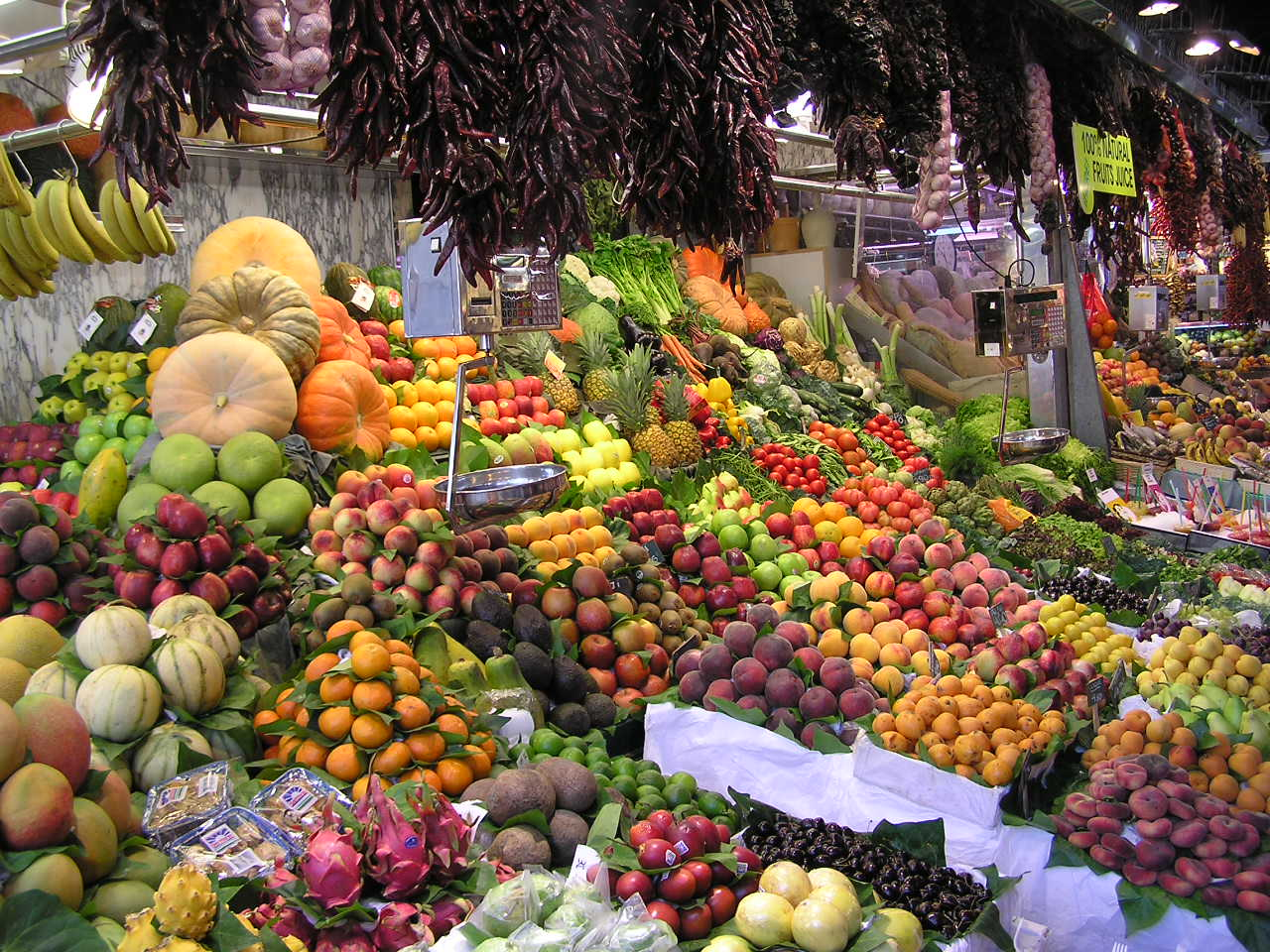
میوه‌ها در بازار لا بوکوئریا در بارسلون

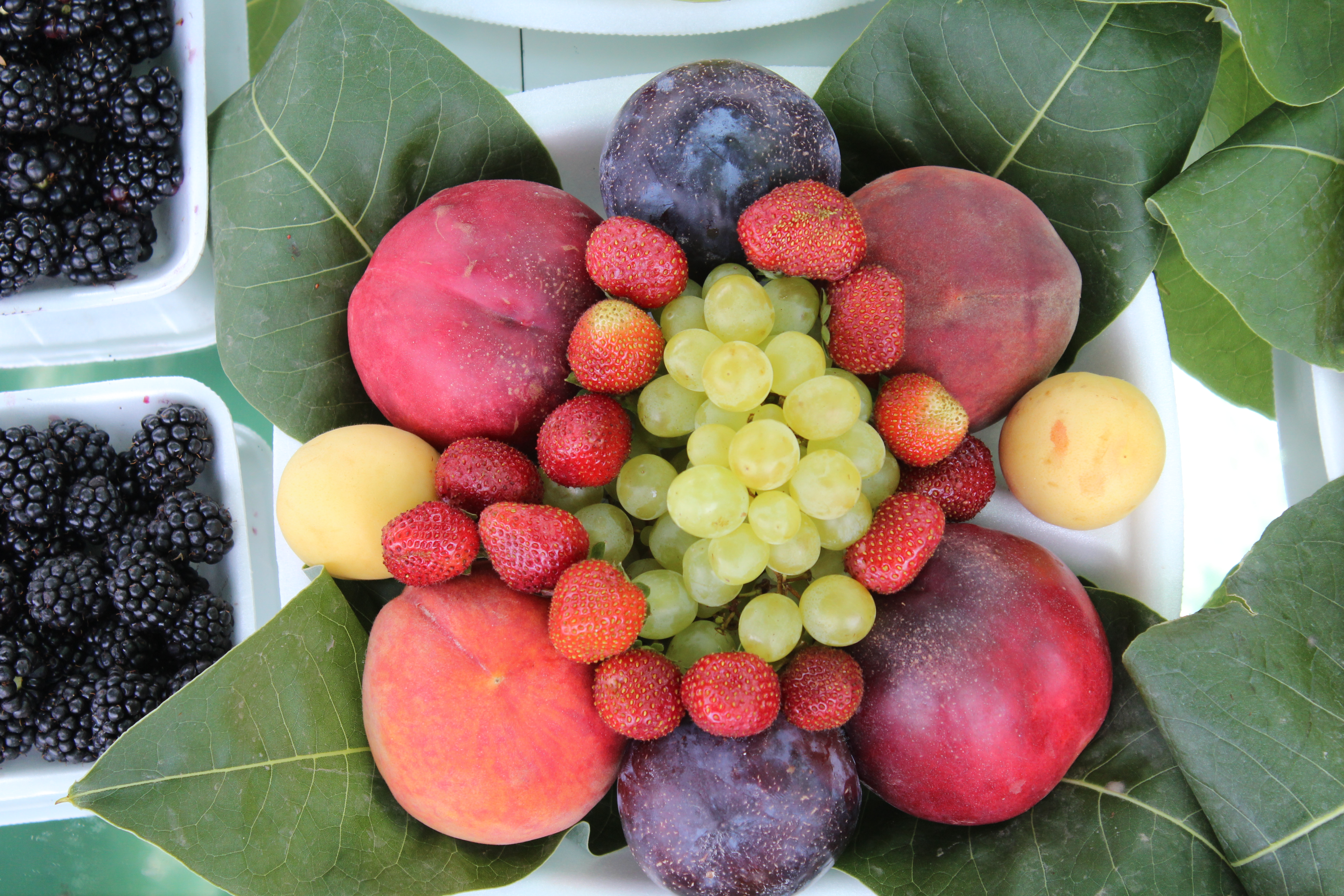
گلچینی از میوه‌های مختلف تابستانی

در گیاه‌شناسی به نهنج و تخمدان رسیده یک گیاه گلدار، میوه یا بَر می‌گویند. میوه‌ها خود معمولاً تخم گونه خود را نیز در دل دارند.
هنگامی که در آشپزی بحث از میوه و سبزیجات به‌عنوان غذا می‌شود، این واژه معمولاً فقط به میوه گیاهانی گفته می‌شود که شیرین و گوشت دار هستند مانند آلو، سیب، پرتقال و… درحالی که گروه بسیار زیادی از سبزیجات معمولی، مغزها و غلات، میوه گیاهان خود محسوب می‌شوند. میوه‌هایی که معمولاً در آشپزی و خوراکی جزو میوه‌ها به حساب نمی‌آیند عبارت‌اند از کدوها (مثل کدو و کدو حلوایی)، ذرت، گوجه فرنگی و فلفل سبز که از نظر یک گیاه‌شناس میوه هستند، اما عموماً در آشپزی جزو سبزیجات در نظر گرفته می‌شوند. گاهی نیز میوه‌های مربوط به آشپزی، از نظر گیاه‌شناسی جزو میوه‌ها به‌شمار نمی‌آیند؛ مانند ریواس که در آن فقط برگ شیرین دمبرگ قابل خوردن است. همچنین بعضی از ادویه‌ها مانند فلفل شیرین و جوز هندی، میوه هستند.
گاهی اصطلاح «میوه کاذب» در مورد یک میوه مثل انجیر یا یک ساختار گیاهی که شبیه میوه است، اما از یک گل یا تعدادی گل حاصل نمی‌شود بکار می‌رود. بعضی از بازدانگان از قبیل گیاه سرخدار دارای آریلهای گوشتدار شبیه میوه هستند و تعدادی از ارس‌ها، مخروط‌های گوشتداری شبیه گیلاس دارند.

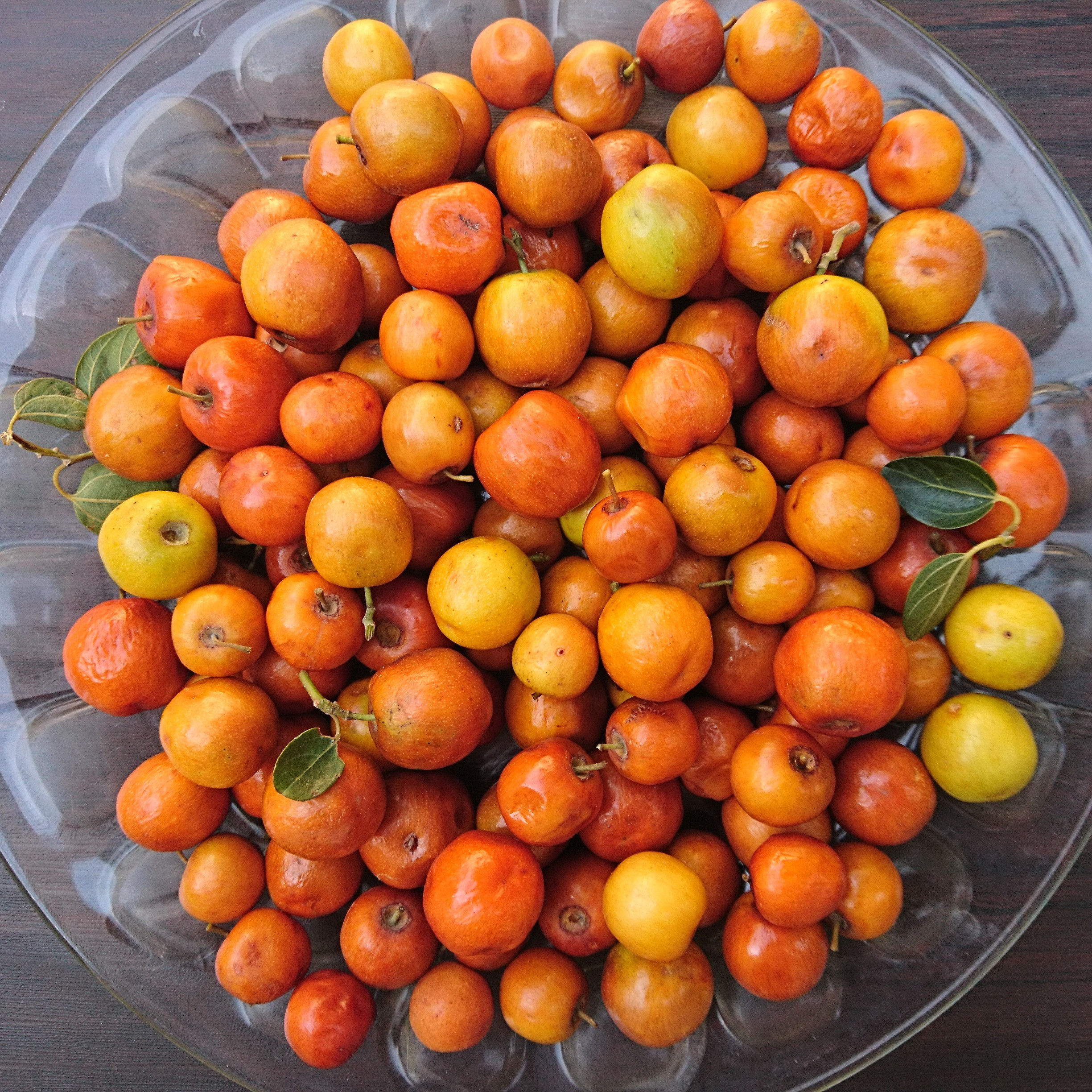
میوه درخت کنار، بهبهان

در بیشتر میوه‌ها، گرده‌افشانی بخش مهمی از پرورش میوه است و عدم دانش کافی در مورد گرده سازها و گرده افشان‌ها می‌تواند به تولید محصولات ضعیف یا نامرغوب منجر شود. در تعداد کمی از گونه‌ها فرایندی به نام بکر میوه‌دهی (parthenocarpy) وجود دارد که در آن احتمال تولید میوه در غیاب گرده سازها / گرده افشان‌ها وجود دارد؛ این‌گونه میوه‌ها بدون دانه هستند.
در دوره‌های بسیار قدیمِ کره زمین گیاهان میوه‌دار وجود نداشتند. در جریان تکامل گیاهان، برخی از گیاهان برای افزودن به شانس بقای نسل خود به مرور به دور دانه‌های خود موادی خوشمزه و جذاب برای جانوران ترشح کردند تا از این طریق جانوران را تشویق به خوردن دانه‌ها و دفع آن‌ها در نقاط دیگر بکنند. این امر به گسترش جغرافیایی گیاه و بقای آن کمک زیادی می‌کند. مواد جذابی که به دور دانه‌های مختلف گیاهان ترشح شدند به مرور تشکیل انواع میوه‌های امروزی را دادند.

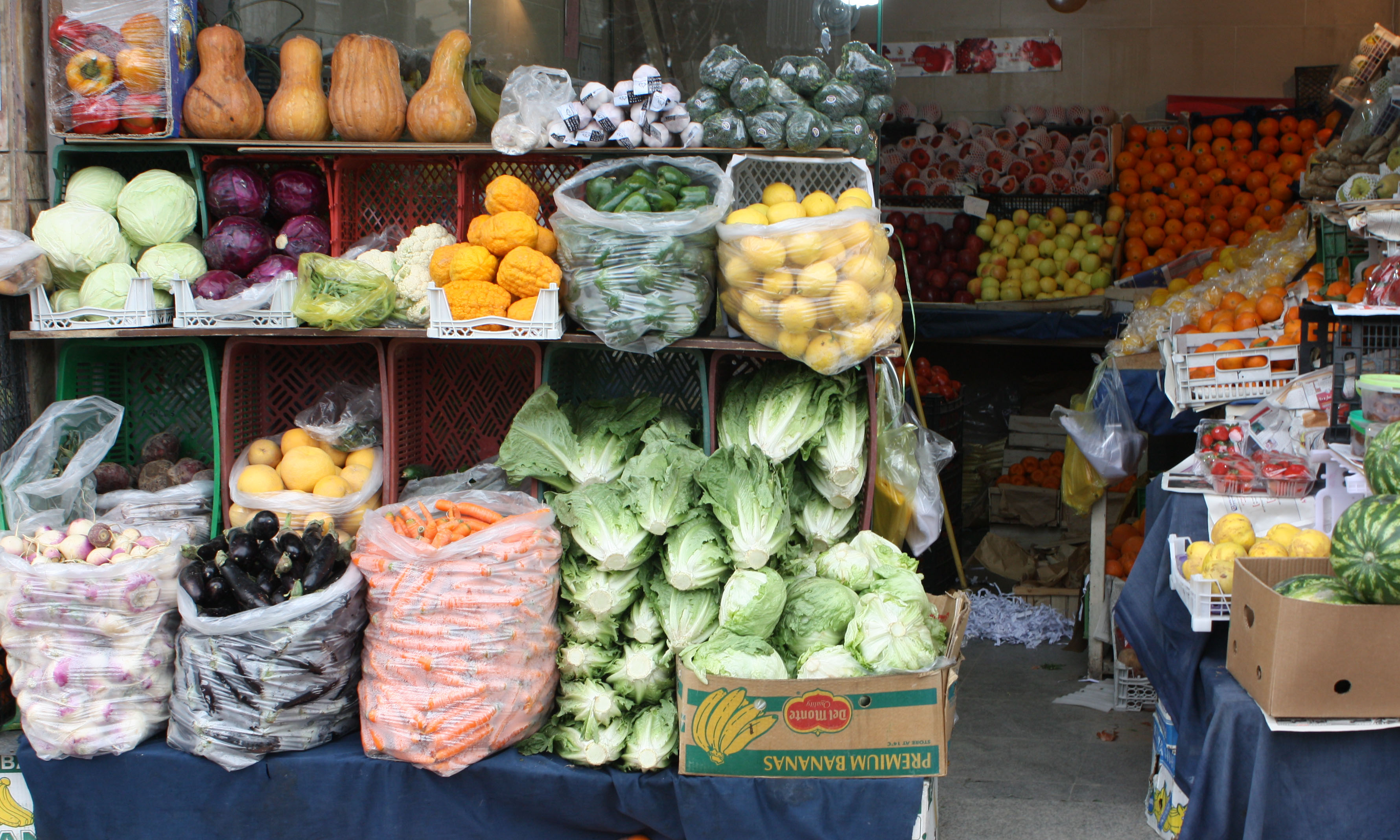
میوه فروشی در تهران

## رشد و نمو میوه

میوه فروشی در آنتالیا ترکیه

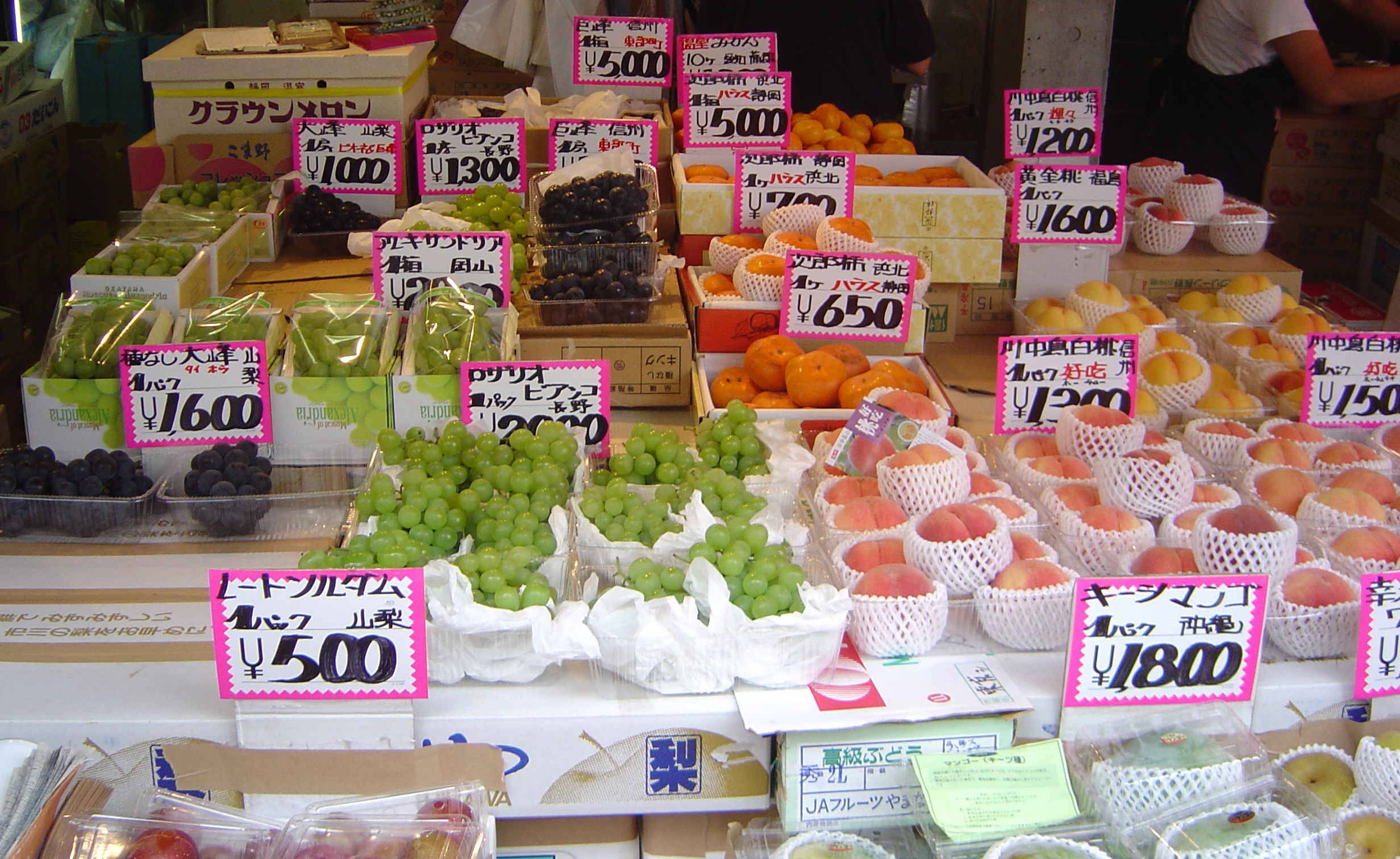
بازار میوهٔ تسوکوجی در توکیو

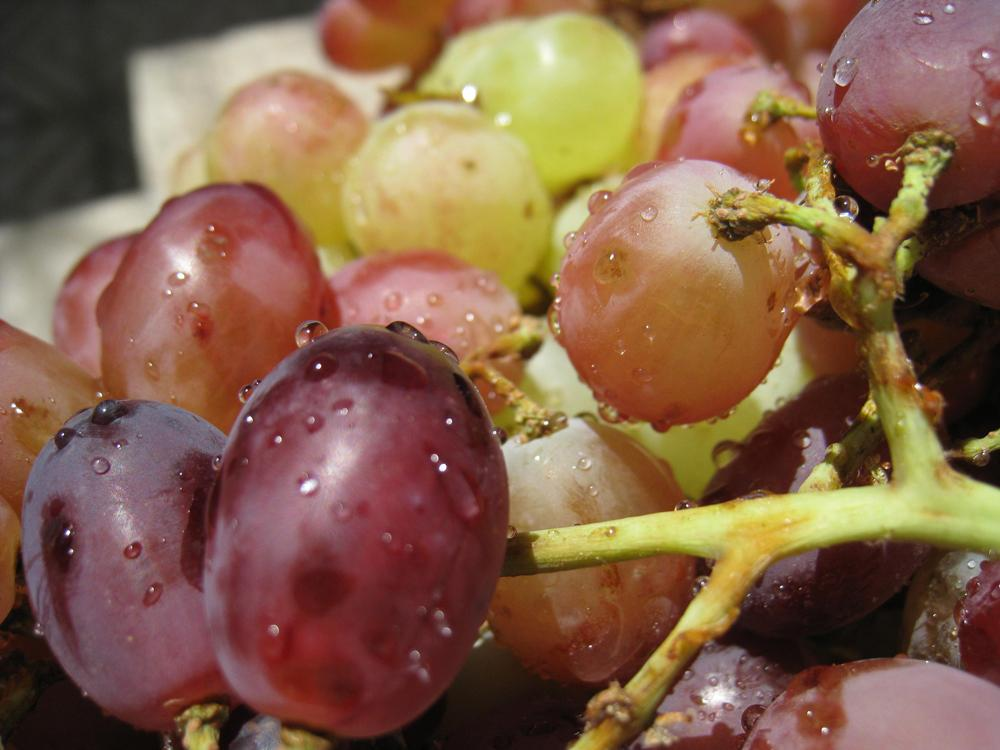
انگور زنجان

بعد از باروری تخمک دراثر فرایندی به نام «گرده افشانی»، تخمدان شروع به رشد می‌کند. گلبرگها می‌افتند و تخمک درون دانه رشد می‌کند. سرانجام تخمدان (در بیشتر موارد به همراه سایر قسمت‌های گل) ساختاری را حول دانه یا دانه‌ها به وجود می‌آورد که میوه نامیده می‌شود. رشد میوه تا زمان بلوغ دانه‌ها ادامه می‌یابد. در برخی از میوه‌های چند دانه‌ای، مقدار رشد گوشت میوه متناسب با تعداد تخمک‌های بارور شده است.

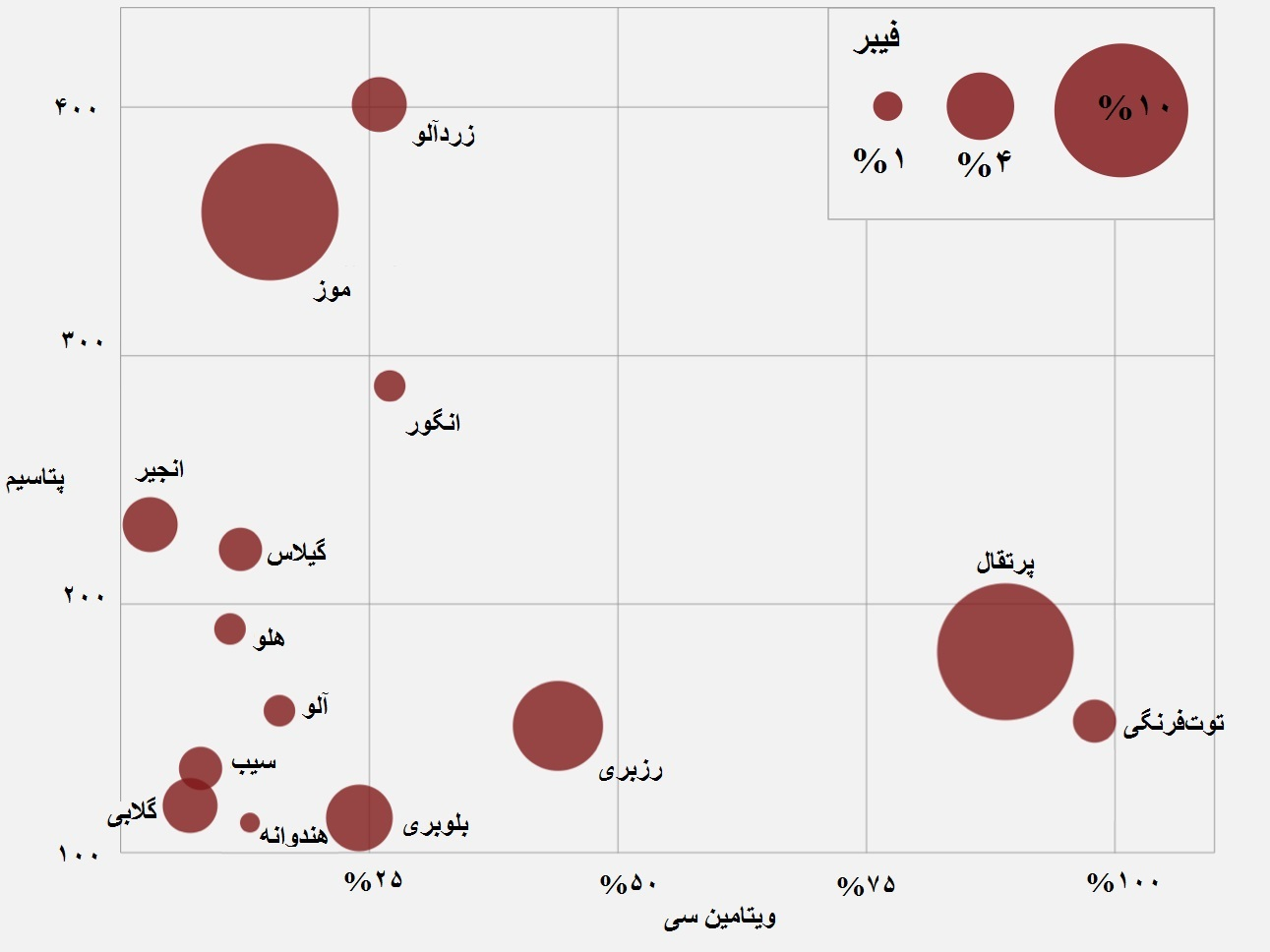
هرکدام از دایره‌های سرخ‌رنگ نشان‌دهنده ۱۰۰ گرم میوه تازه هستند. در محورافقی میزان روزانه لازم از ویتامین سی و در محور عمودی میزان میلی‌گرم از پتاسیم نشان داده شده است. اندازه دایره با معیاری که در سمت چپ و بالای نمودار مشخص شده، میزان فیبر موجود در ۱۰۰ گرم را نشان می‌دهد. پرتقال و موز بیشترین میزان فیبر را دارا هستند و بیشترین فاصله را از خط صفر دارند که نشان می‌دهد ارزش تغذیه‌ای آن‌ها بالاتر است. هندوانه که تقریباً نه فیبر دارد و نه ویتامین سی و نه پتاسیم در پایینترین جایگاه تغذیه‌ای قرار گرفته است.

دیواره میوه که از دیواره تخمدان گل به وجود آمده پیرابر نامیده می‌شود. پیرابر اغلب به صورت دو یا سه لایه مجزا به نام‌های برون بر (لایه خارجی)، میان بر (لایه میانی) و درون بر (لایه داخلی) جدایش یافته است. در بعضی از میوه‌ها به ویژه میوه‌های یکپارچه که از یک تخمدان همبند حاصل شده‌اند، سایر قسمت‌های گل (از قبیل آوند گل که شامل گلبرگ‌ها، کاسبرگ‌ها و پرچم‌ها است) با تخمدان درآمیخته شده و با آن رشد می‌کنند. اگر بخش‌های دیگر گل که به آن‌ها اشاره شد قسمت مهمی در میوه باشند به آن میوه ثانوی می‌گویند. چون ممکن است سایر قسمت‌های گل در ساختار میوه مؤثر باشند لذا برای فهم چگونگی شکل‌گیری یک میوه خاص، بررسی ساختار گل آن بسیار مهم است.
سیب‌ها از نظر رشد و نمو و شکل بسیار متنوع هستند و همین مسئله ایجاد یک نظام طبقه‌بندی که دربرگیرنده تمامی میوه‌های شناخته باشد را مشکل می‌سازد. به‌علاوه به نظر می‌رسد که بسیاری از اصطلاحات در رابطه با دانه‌ها و میوه به درستی بکار نرفته است و این واقعیتی است که درک واژگان را مشکل ساخته است. دانه‌ها، تخمک‌های رسیده هستند؛ میوه‌ها، تخمدان‌ها یا برچه‌های محتوی دانه هستند. این توضیح را می‌توان به این دو تعریف افزود که در واژه‌شناسی مربوط به علم گیاه‌شناسی یک مغز نوعی میوه است و واژه دیگری برای دانه نیست.
سه گروه کلی برای میوه‌ها وجود دارد:
1. میوه‌های یکپارچه
2. میوه‌های فراهم
3. میوه‌های چند بخشی

### میوه‌های یکپارچه
میوه‌های یکپارچه می‌توانند خشک یا گوشتدار بوده و حاصل رشد یک تخمدان ساده یا مرکب ولی با یک مادگی باشند. میوه‌های خشک ممکن است شکوفا (دارای دهانه برای بیرون فرستادن دانه‌ها) ویا ناشکوفا (فاقد دهانه برای خارج کرده دانه‌ها) باشند. انواع میوه‌های خشک و یکپارچه عبارت‌اند از (با مثال):
تخم برهه- (آلاله) پوشینه - جوز برزیل گندمه – گندم) شفت لیف‌دار- نارگیل فولیکول – (شیر گیاه) بنشن – (نخود، لوبیا، بادام زمینی)
بنشن تک‌دانه‌ای میوه مغزدار- گردو و فندق، راش، بلوط رخنده بر- هویج نیام خورجینی گوشک
میوه‌هایی که در آن‌ها بخشی یا تمام پیرابر (دیواره میوه) هنگام بلوغ گوشت‌دار است را میوه‌های گوشتدار یکپارچه می‌نامند. انواع میوه‌های یکپارچه گوشتدار عبارت‌اند از (با مثال):
توت - گوجه فرنگی، آوکادو، شفتالو، گیلاس، هلو، زیتون، توت کاذب - میوه‌های ثانوی موز، زغال‌اخته سیب گونه – میوه‌های ثانوی سیب، گلابی موز

### میوه‌های فراهم
میوه فراهم از یک گل با تعداد زیادی مادگی به وجود می‌آید. نمونه آن تمشک است که میوه‌های یکپارچه اش را شفتک می‌نامند چون هر کدام از آن‌ها شبیه یک شفت کوچکی است که به نهنج متصل می‌باشد. در برخی از میوه‌های خاردار (از قبیل سیاه سته) نهنج باریک و دراز بوده و بخشی از میوه رسیده است و سیاه سته را به میوه‌ای ثانوی – فراهمی تبدیل می‌کند. توت فرنگی هم میوه‌ای ثانوی – فراهمی محسوب می‌شود که تنها درآن، دانه‌ها درون تخم‌های برهنه‌ای (یک تخمه) قرار دارند. در تمامی این نمونه‌ها، میوه از یک گل مجزا با تعداد زیادی مادگی به وجود می‌آیند.
در بعضی از گیاهان مانند noni، گل‌ها به صورت منظم سرتاسر ساقه تولید می‌شوند و امکان اینکه باهم نمونه‌هایی از گل آوری، رویش میوه و رسیدن آن را ببینیم وجود دارد.

### میوه‌های چندبخشی
میوه چند بخشی به میوه‌ای گفته می‌شود که از یک خوشه گل به وجود آمده باشد (به نام گل آذین). هر گل یک میوه تولید می‌کند اما آن‌ها به صورت یک مجموعه بالغ می‌شوند. مانند آناناس، انجیر خوراکی، توت، پرتقال اوسیج و درخت نان.
مراحل گل آوری و رشد میوه در noni یا توت هندی (Morinda citrifolia) را می‌توانید بر روی شاخه‌ای مجزا مشاهده کنید. ابتدا شکوفایی گل‌های سفید به نام سنبله به وجود می‌آید. بعد از باروری، هر گل به یک شفت تبدیل می‌گردد و هنگامیکه شفتها رشد کردند به صورت یک میوه گوشتدار چند بخشی به نام میوه‌پیوسته در هم ادغام می‌شوند.

## انتشار دانه
میوه‌ها سازه‌های گیاهی هستند که ظاهراً تغییراتشان به میزان زیادی با انتشار دانه‌هایشان (پراکندگی نامیده می‌شود) در ارتباط است.
بعضی میوه‌ها دارای لایه‌های بیرونی هستند که با خوشه‌ها یا خارگویهایی پوشیده شده که مانع از خورده شدنشان توسط حیوانات شده ویا برای چسبیده به موی حیوانات و استفاده از آن‌ها به‌عنوان عامل انتشار کاربرد دارند.
سایر میوه‌ها دراز و پهن می‌شوند بنابراین شبیه بال هواپیما یا ملخ بالگرد باریک می‌گردند. این همچنین یک سازوکار تکاملی برای افزایش دامنه انتشار به حساب می‌آید.

## نگارخانه

آلبالوآلبالو
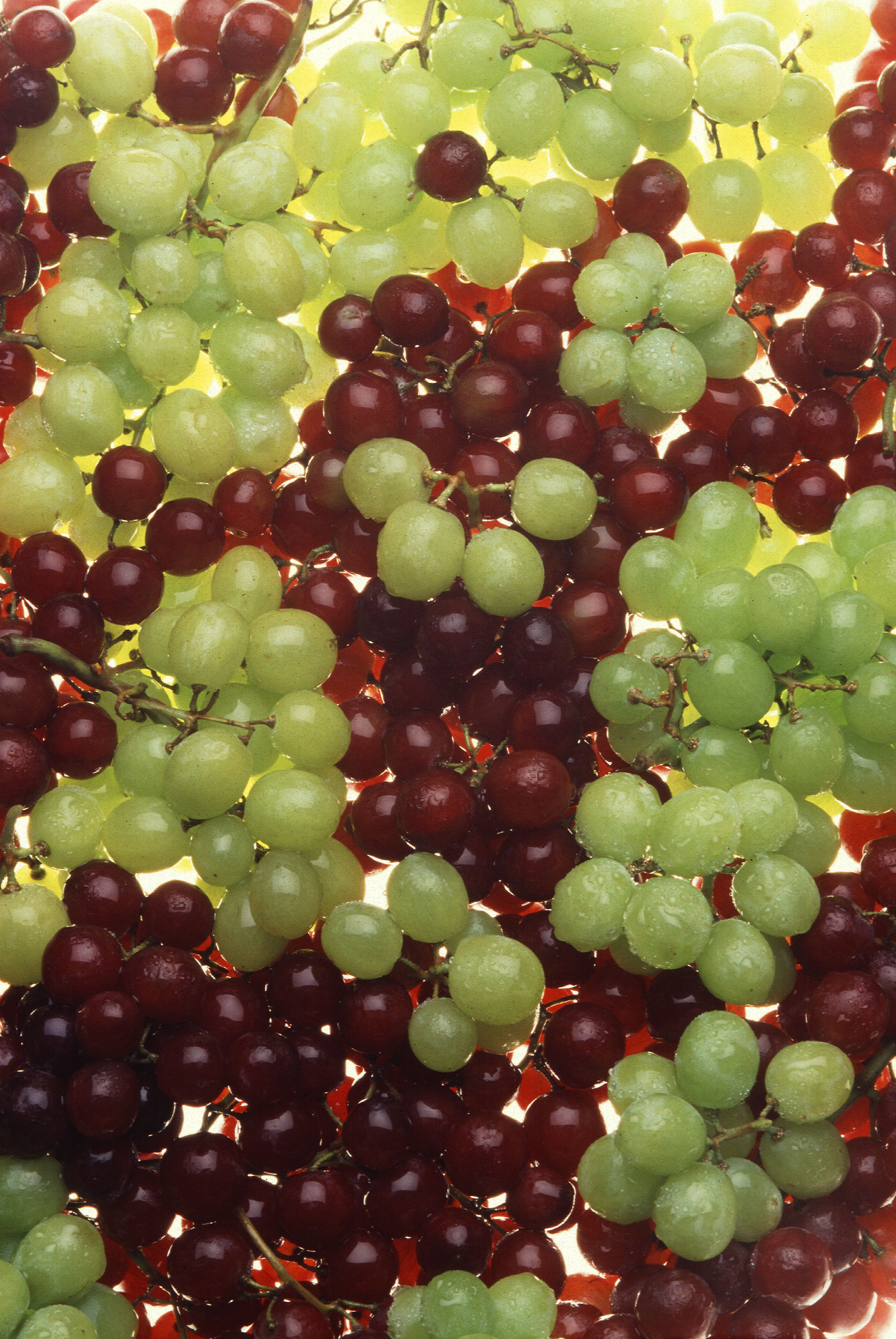
انگور
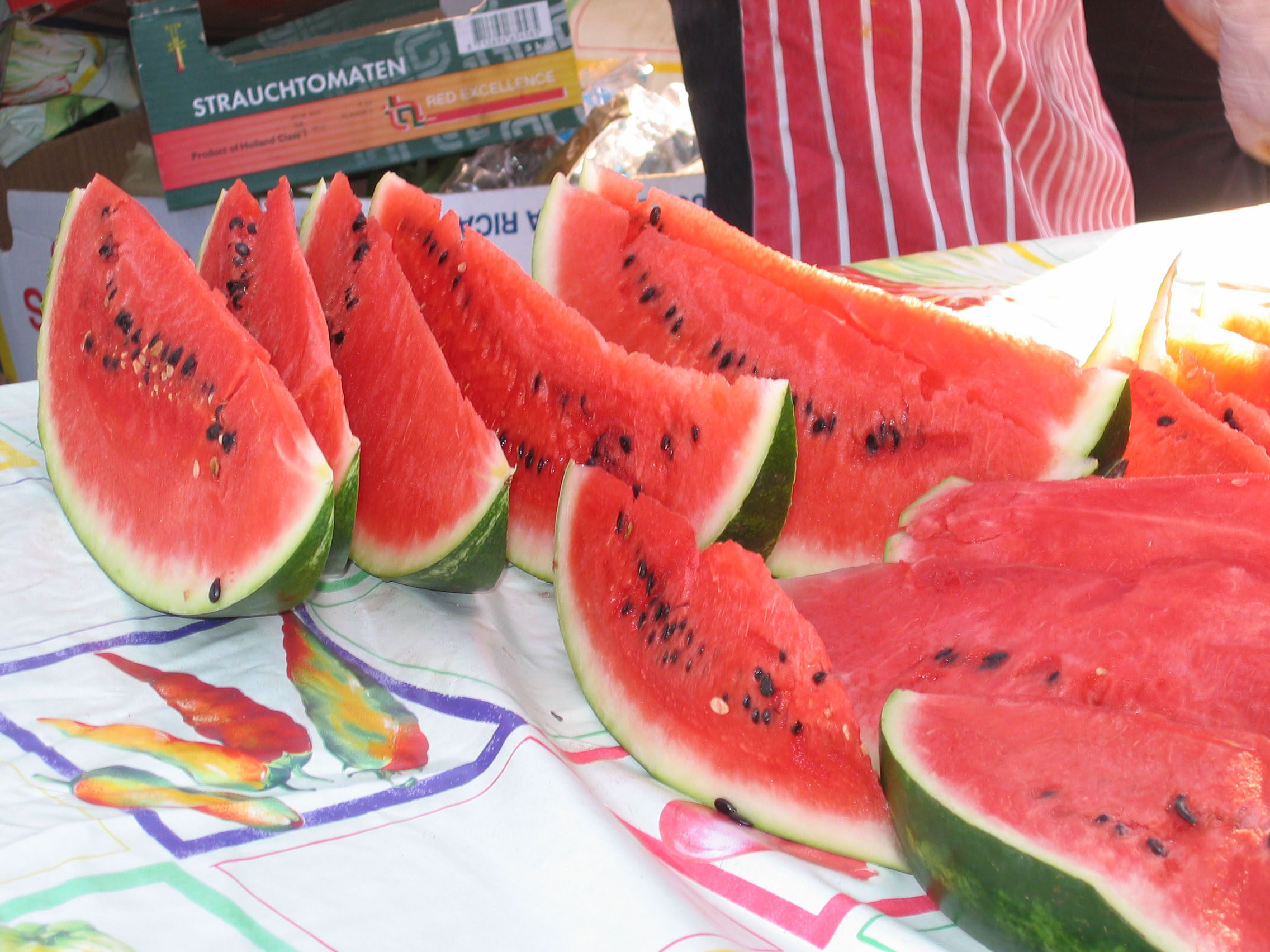
هندوانه
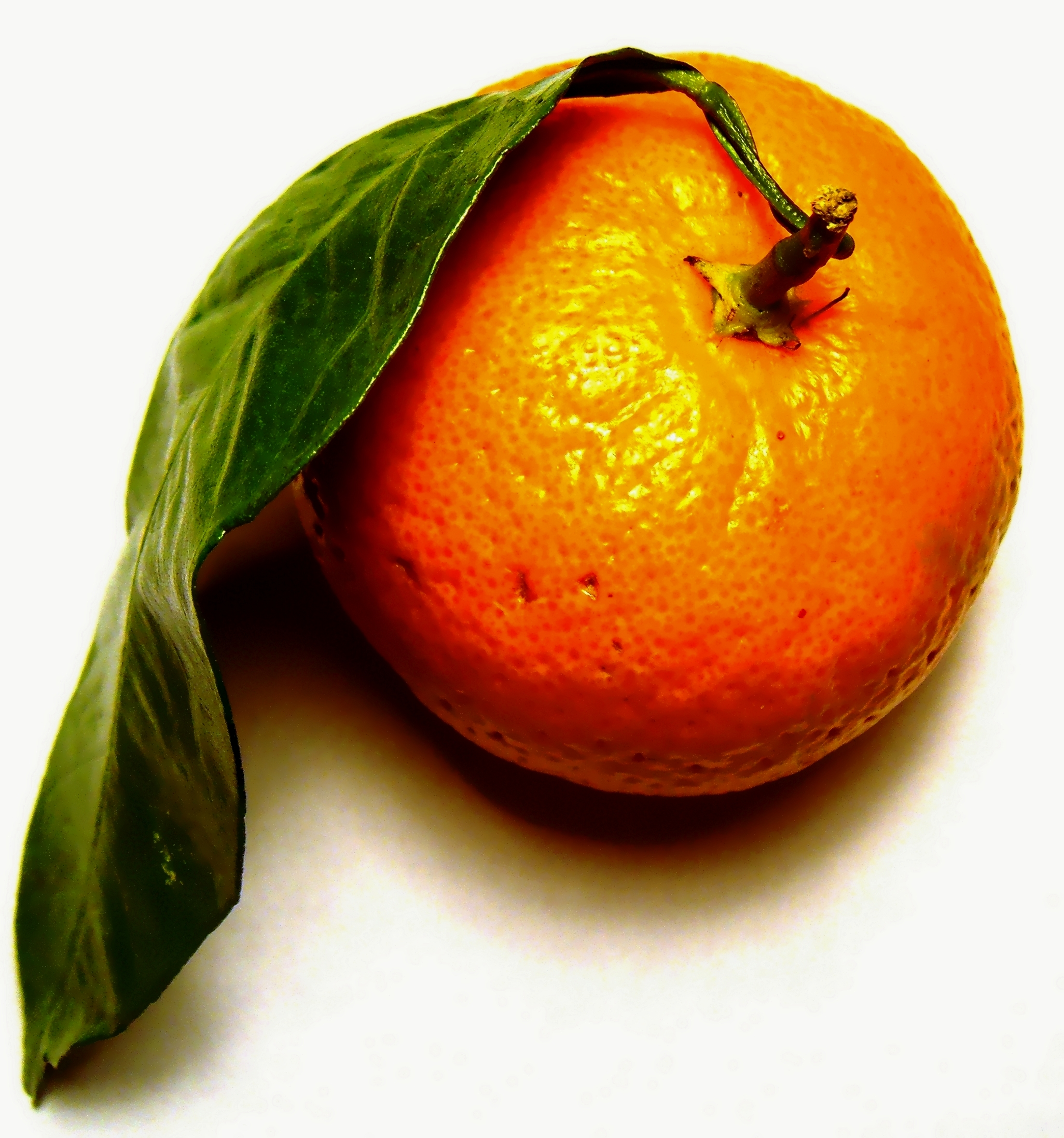
نارنگی
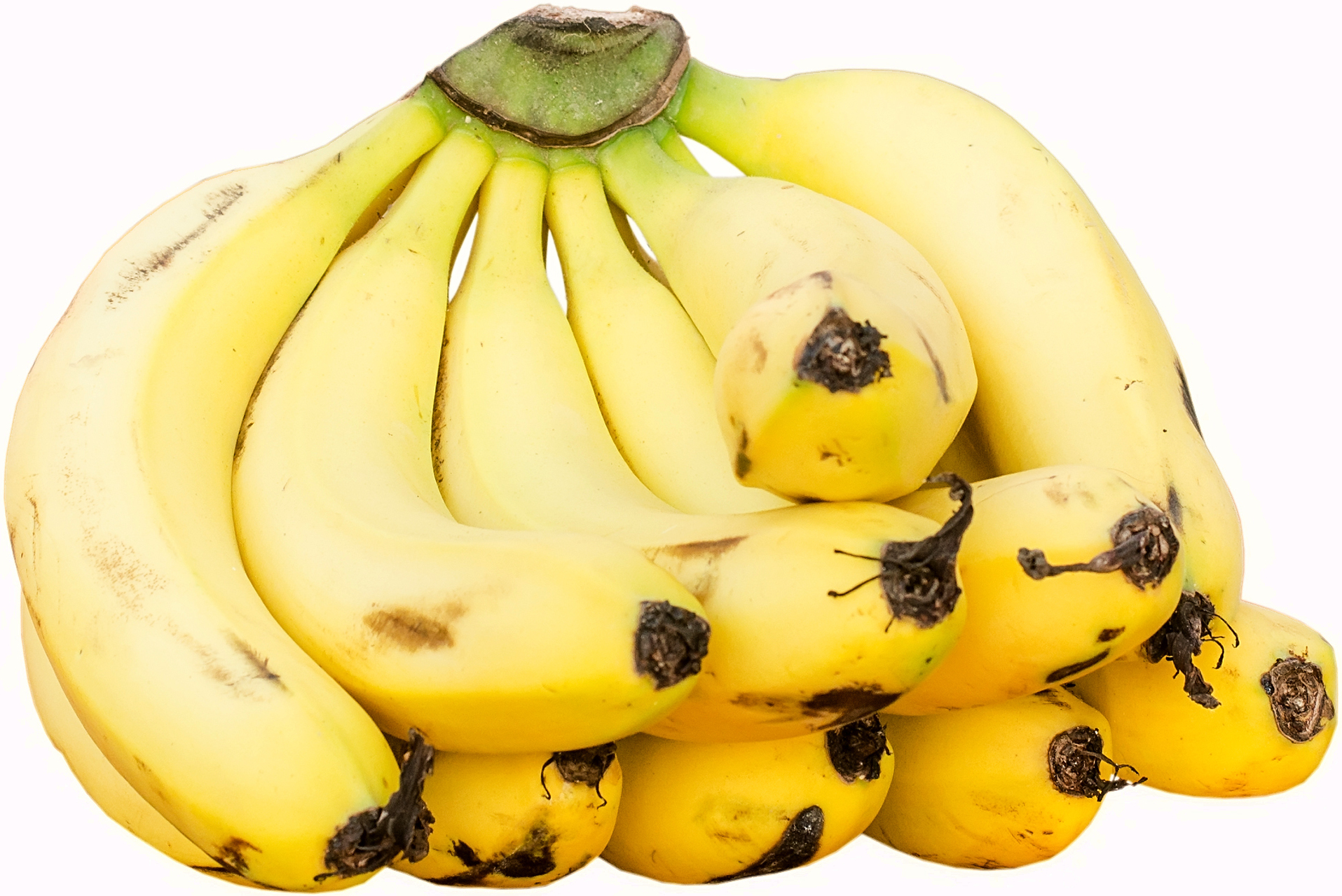
موز
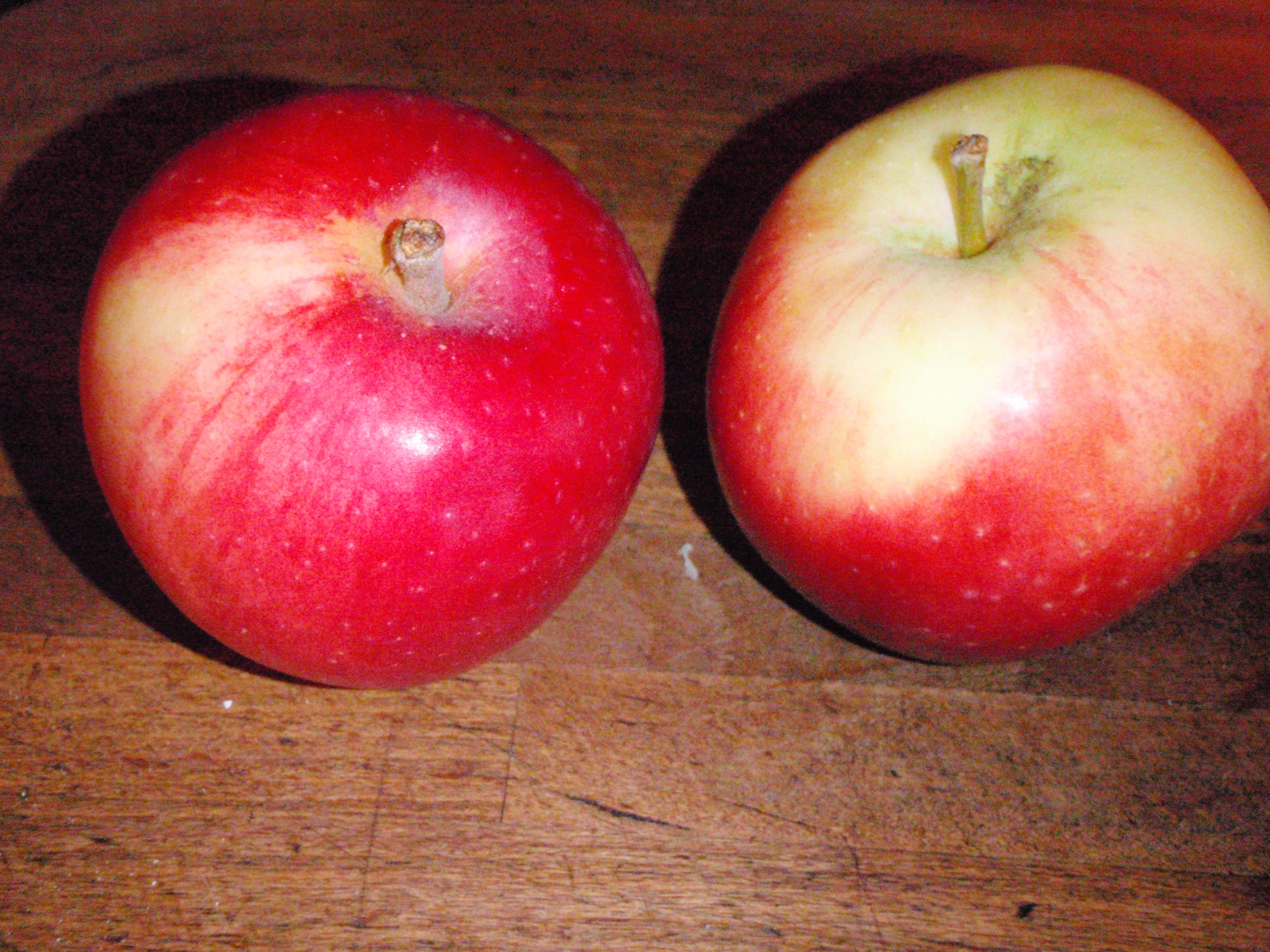
سیب
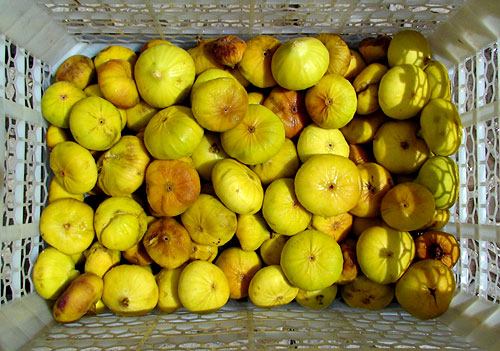
انجیر
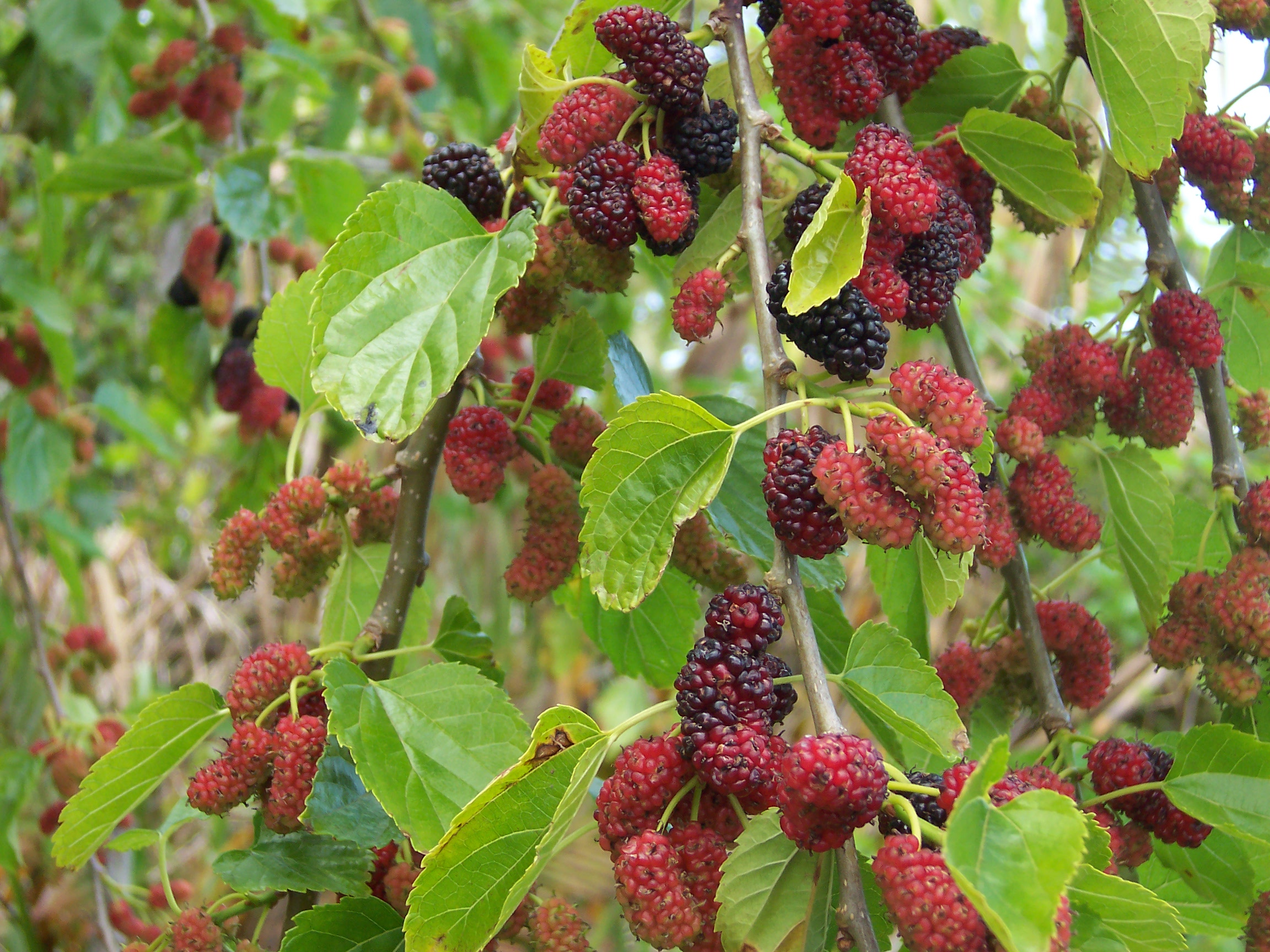
توت قرمز
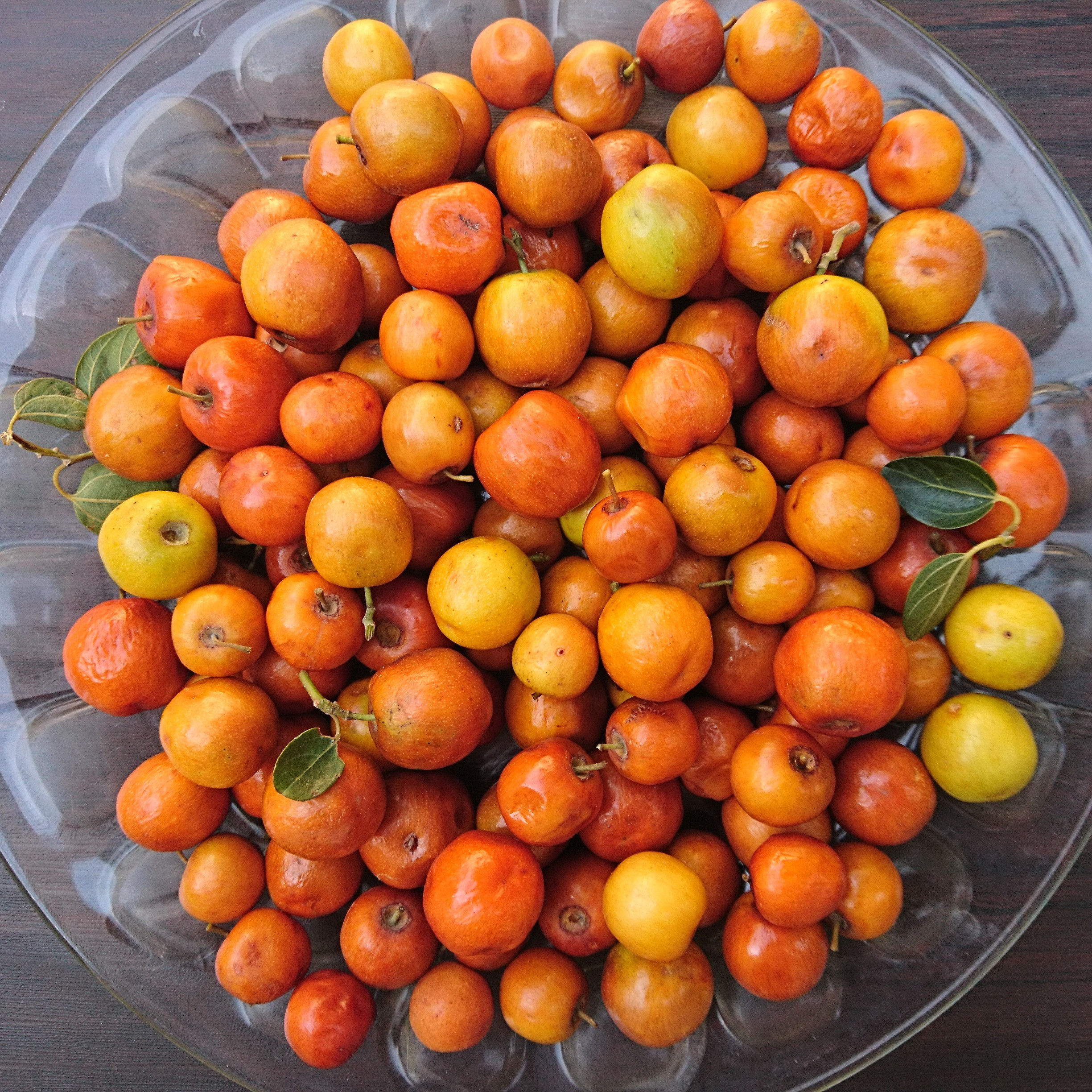
کنار